# Kodeks Leningradzki

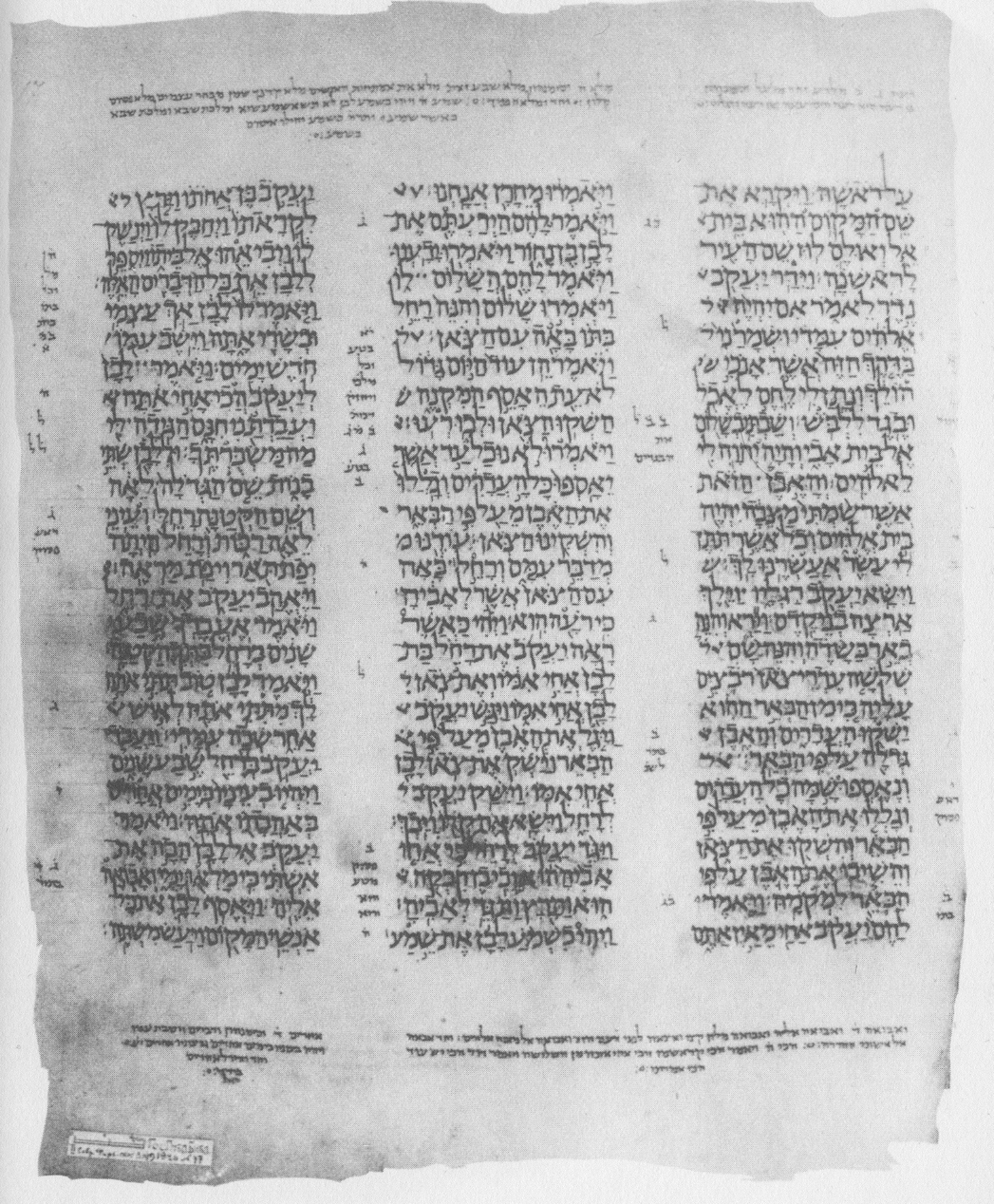
Kodeks Leningradzki – przykładowa strona

Kodeks Leningradzki (Codex Leningradensis oznaczany B19A lub L) – najstarszy zachowany rękopis zawierający cały tekst Biblii hebrajskiej. Zawiera tekst masorecki i jest podstawą najpopularniejszego wydania tego tekstu – Biblia Hebraica Stuttgartensia (wcześniej trzeciego wydania Biblia Hebraica, a także najnowszego Biblia Hebraica Quinta), a przez to także większości współczesnych tłumaczeń tekstu Starego Testamentu na inne języki.

## Historia
Kodeks pochodzi z tradycji sławnej i cenionej rodziny masoreckich skrybów z Tyberiady: Ben Aszer. Jego kolofon zawiera informację, że powstał on w Kairze w 1008 roku n.e. i został skopiowany z wzorca zapisanego przez Aarona ben Mosze ben Aszera.
Abraham Firkowicz, kolekcjoner manuskryptów, który go zakupił, nie podaje nigdzie w swoich zapiskach konkretnego miejsca jego pochodzenia. Został on przywieziony do Odessy w 1838 roku, a w 1863 dalej do Petersburga.
Od połowy XIX wieku Kodeks Leningradzki przechowywany jest w Rosyjskiej Bibliotece Narodowej w Petersburgu (Rosja). Jego nazwa wywodzi się od starej nazwy miasta. W czasie, gdy Ancient Biblical Manuscript Center i West Semitic Research wykonały fotokopię kodeksu (w 1990 roku), nazywało się ono jeszcze Leningrad. Na prośbę samej biblioteki nazwa zostaje zachowana do dziś, by uniknąć ewentualnego zamieszania. W bibliotece został skatalogowany pod nazwą „Firkovich B 19 A”, w wydaniach krytycznych oznaczany zwykle B19A lub literą L.

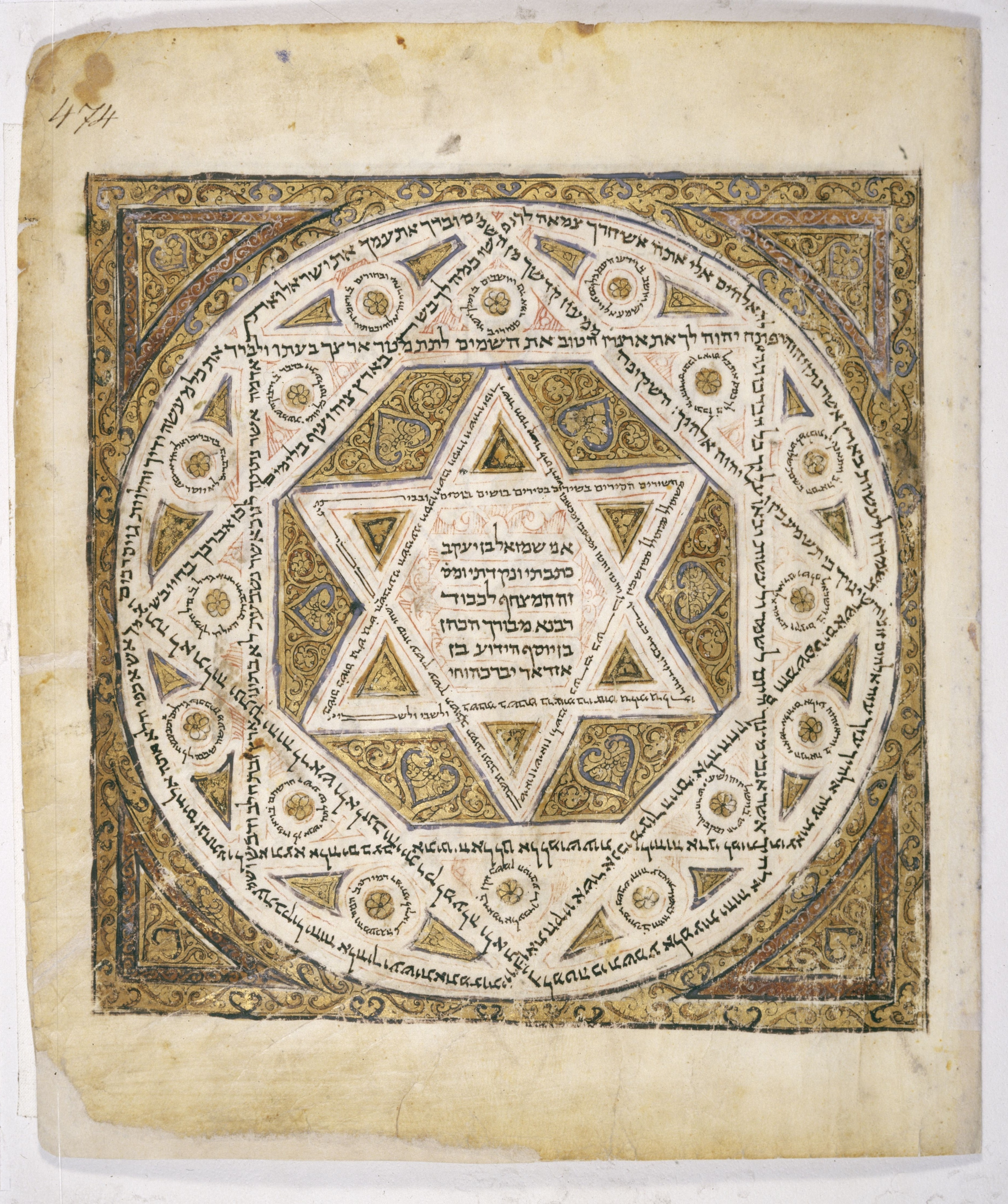
Jedna ze zdobionych stron Kodeksu Leningradzkiego (folio 474a)

## Zawartość
Tekst został zapisany w 3 kolumnach, oprócz Psalmów, Księgi Hioba i Przysłów, gdzie mamy do czynienia z 2 kolumnami. Każdej kolumnie towarzyszy odpowiadająca jej masora. Strony kodeksu mają rozmiary 33 na 28,5 cm, a sam tekst 19,5 na 19 cm.
Do tekstu biblijnego dołączone są 2 poematy: na folio 490 (lewa) poemat Mosze ben Aszera, na folio 491 (prawa) poemat Szmuela ben Jaakowa. Teksty te są zapisane mniejszymi literami i czasem bez wokalizacji.
Kodeks jest także dziełem sztuki: 16 stron jest kolorowo ilustrowanych.

## Tekst

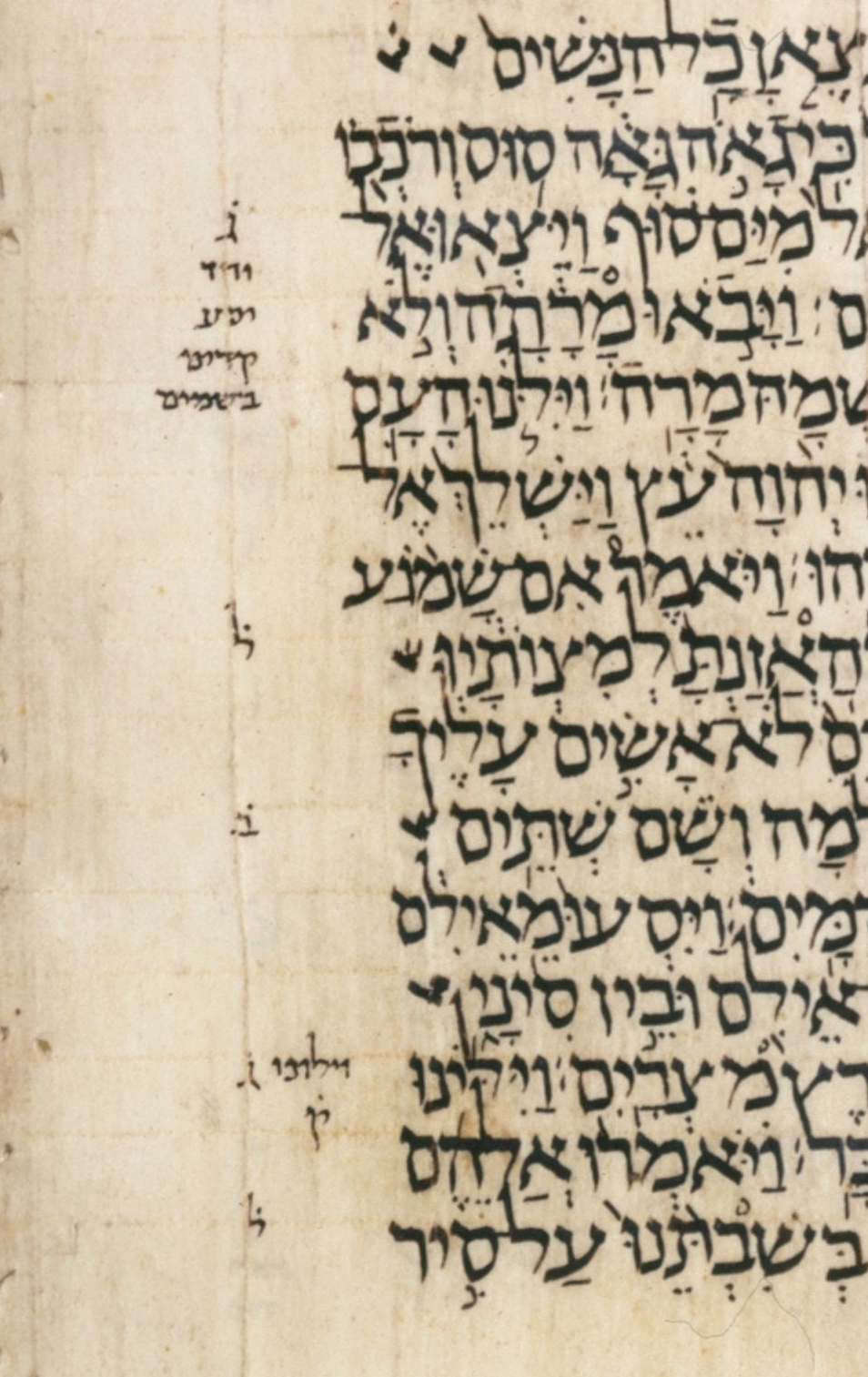
Fragmentu Kodeksu Leningradzkiego (Wj 15,21-16,3) wraz z widoczną masorą

Tekst masorecki zawarty w kodeksie jest bardzo bliski najstarszemu i uważanemu za najwierniejszy tradycji masoreckiej Kodeksowi z Aleppo. Różni się jednak także od niego w wielu miejscach: zawiera więcej ewidentnych błędów kopistycznych, wokalizacja jest mniej dokładna, a masora czasem jest przeciwna samemu tekstowi. Wiele poprawek zauważalnych w samym tekście było dla niektórych (np. M.H. Goshen-Gottstein, P. Kahle) argumentem za uznawaniem Leningradensis za efekt poprawienia wcześniejszego manuskryptu (pochodzącego z innej rodziny tekstualnej) według dostępnych później manuskryptów z rodziny Ben Aszer.

## Współczesne wydania
Leningradensis został pierwszy raz opisany w 1845 roku przez Mosesa Pinnera. W 1935 został wypożyczony na 2 lata Uniwersytetowi w Lipsku w celu przygotowania przez Paula Kahle jego transkrypcji do 3. wydania Biblia Hebraica. Później kodeks stał się także podstawą Biblia Hebraica Stuttgartensia (1977) oraz Biblia Hebraica Quinta (w trakcie prac).
Pierwsze wydanie facsimile zostało przygotowane przez D.S. Loewingera w 1970 roku. Dyplomatyczną edycję wydał A. Dotan w 1973 roku. Ostatnio kodeks został na nowo sfotografowany przez Ancient Biblical Center z Clermont (CA, USA).